# Дом Фистиной (Таганрог)
Дом Фистиной — старинный особняк в Таганроге (ул. Греческая, 65). Объект культурного наследия регионального значения согласно решению № 301 от 18.11.92 года.

## История дома
Двухэтажный дом на улице Греческой, 65 в городе Таганроге Ростовской области построен во второй половине XIX века.
Известны владельцы, жильцы дома и их родня.   Изначально дом принадлежал купчихе Анне Фистиной, потом её смерти здание отошло наследникам. В конце 70-х XX века годов дом купила жена штабс-капитана С. Пекуневич, затем его купил курский мещанин Василий Тычинин. В конце 1890-х годов дом отошел супруге Петра Евграфовича, поручика третьей батареи пятой артиллерийской бригады, Людмиле Николаевне Лукиной, урожденной Мелентьевой. Супруги обручились в 1891 году.  27 января 1891 года они венчались в Успенском Соборе  в присутствии поручика артиллерийской бригады Андрея Андреевича Гиршьфельда и брата жены штабс-капитана Ивана Лукина. Шестого октября у Лукиных родился сын Николай. В последующем у них родились два сына, Георгий и 1899 Валентин. Подполковник Валентин Евграфович, также брат Лукиных, был офицером по особым поручениям при штабе Туркестанского военного округа. Некоторое время Петр Евграфович служил в Томском жандармском управлении. В 1910 году он вышел в отставку, будучи полковника.
7 ноября 1910 года в Никольской церкви состоялось обручение 45-летнего губернского секретаря, дворянина Александра Петровича Данилова и Антонины Домиановны, пятидесятитрехлетней летней вдовы скончавшегося полковника Грекова. Свидетелями у них был купец Кузьма Дианисович Чумаченко, редактор газеты «Таганрогский вестник» надворный советник Дмитрий Павлович Дробязко; зубной врач Владимир Митрофанович Чехов, двоюродный брат Антона Павловича; надворный советник Павел Иванович Трофимов, учитель Николаевского народного училища. Антонина Домиановна в 1910 году купила дом у Лукиных. В 1910-х годах в этом доме снимал квартиру помощник присяжного поверенного, секретарь таганрогского благотворительного Общества, потомственный почётный гражданин Герман Эммануилович (Манусович) Штейнфинкель.
В годы гражданской войны здание приобрел Бруль Греппер, хозяин булочной на Петровской улице. В годы советской власти здание было национализировано.

## Архитектурные особенности
Дом на улице Греческой, 65 имеет пять окон с фасада. Первый этаж рустован, над прямоугольными окнами замковые камни. Имеет межэтажный карниз, венчающий карниз с зубчиками. Крыша четырескатная, над парадным входом металлический навес. Над окнами второго этажа устроены прямоугольные сандрики.
Согласно решению № 301 от 18.11.92 года, здание относится к объектам культурного наследия регионального значения.